# Fatma Elyan
Fatma Elyan (en árabe: فاطمة عليان‎; Guiza, 1 de julio de 2000) es una deportista egipcia que compite en levantamiento de potencia adaptado. Ganó una medalla de plata en los Juegos Paralímpicos de París 2024, en la categoría de –67 kg.

## Palmarés internacional
| Juegos Paralímpicos | Juegos Paralímpicos | Juegos Paralímpicos | Juegos Paralímpicos |
| Año                 | Lugar               | Medalla             | Categoría           |
| ------------------- | ------------------- | ------------------- | ------------------- |
| 2024                | París (Francia)     | Medalla de plata    | –67 kg              |